# Hockai (ruisseau)
 (janvier 2016).
Si vous disposez d'ouvrages ou d'articles de référence ou si vous connaissez des sites web de qualité traitant du thème abordé ici, merci de compléter l'article en donnant les références utiles à sa vérifiabilité et en les liant à la section « Notes et références ».
Le Hockai est un ruisseau de Belgique, affluent de l'Eau Rouge et faisant donc partie du bassin versant de la Meuse. Il coule entièrement en province de Liège dans la commune de Stavelot et se jette dans l'Eau Rouge à Francorchamps.

## Parcours
Ce ruisseau ardennais prend sa source au lieu-dit Marfa entre les villages de Baronheid et de Hockai. Il prend la direction du sud, passe sous l'autoroute E42, arrose Ster avant de rejoindre l'Eau Rouge près du circuit automobile de Spa-Francorchamps.